# Dongyangosaurus sinensis
Dongyangosaurus sinensis ("Lagarto de la ciudad de Dongyang en China") es la única especie del género extinto Dongyangosaurus  de dinosaurio saurópodo saltasáurido, que vivió a mediados del período Cretácico hace aproximadamente entre 100,5 a 93,9 millones de años durante el Cenomaniense, en lo que es hoy Asia.

## Descripción
Como otros saurópodos, Dongyangosaurus debió haber sido un gran cuadrúpedo herbívoro. Dongyangosaurus era un saurópodo mediano, que medía aproximadamente 15 metros de largo y 5 metro de alto. Las vértebras dorsales se caracterizaron por pleurocoelos con forma de ojo y espinas neurales bifurcadas bajas. El sacro consistió en seis vértebras sacras fusionadas, una característica exclusiva de somfospondilo. Las vértebras caudales eran amficoelas, cóncavas anterior y posterior. El pubis era más corto que el isquion. El foramen obturador era estrecho y extendido.

## Descubrimiento e investigación
Sus restos fósiles, un esqueleto postcraneal incompleto, se encontraron en la formación Fangyan en Zhejiang, China. La especie tipo fue descrita por Lu et al. en 2008, como D. sinensis. El único esqueleto,  holotipo DYM 04888, se almacena en el Museo Dongyang, Dongyang, Zhejiang. Consta de diez vértebras dorsal, el sacro, dos vértebras caudales y la pelvis completa . El esqueleto fue encontrado articulado.
El Cretácico superior de Zhejiang es conocido por sus huevos de dinosaurio fósiles. Los restos esqueléticos raramente se encuentran, los únicos dinosaurios descritos son el saurópodo Jiangshanosaurus de la Formación Jinhua, el terópodo "Chilantaisaurus zhejiangensis" hoy considerado un tericinosáurido no Chilantaisaurus y el nodosáurido Zhejiangosaurus de la Formación Chaochuan. Dongyangosaurus proviene de la Formación Fangyan. La edad de esta unidad aún no está clara, sin embargo, la mayoría de los investigadores lo consideran temprano en el Cretácico superior. El espécimen fue encontrado en la aldea de Baidian dentro de la ciudad de Dongyang, de la cual se deriva el nombre genérico. El nombre específico, sinensis, es griego para China.

## Clasificación
Las relaciones de parentesco de este género no están claras. Sin embargo, cuando se describió el género debido a las costillas neumáticas y las seis vértebras sacras se sugirió una disposición dentro de los Titanosauriformes. Más recientemente, sin embargo, se descubrió que era un Saltasauridae estrechamente relacionado con el saurópodo mongol Opisthocoelicaudia.